# Pedra do Anta
Pedra do Anta là một đô thị thuộc bang Minas Gerais, Brasil. Đô thị này có diện tích 163,788 km², dân số năm 2007 là 3672 người, mật độ 22,9 người/km².